# 임별
임별(1990년 4월 7일 ~ )은 대한민국의 뮤지컬 배우다. 2015년 뮤지컬 '머더 발라드'로 데뷔했다.

## 방송
- 팬텀싱어 2 (2017)
- 캐스팅 콜 (2018) - 준우승

## 공연
- 머더 발라드 (2015) - 마이클 역
- 곤 투모로우 (2016) - 이완 총리 역
- 너를 위한 글자 리딩 (2018) - 안토니오 역
- 씨유어게인 (2018) - 스테이션 매니저 역
- 아서 새빌의 범죄 (2019) - 헤르빈켈코프 역
- 너를 위한 글자 (2019) - 도미니코 역
- 팬레터 (2019) - 이태준 역
- 마리 퀴리 (2020) - 피에르 퀴리 역
- 뮤지컬 '몬테크리스토' 10주년 기념 공연 (2020) - 빌포트 역
- 박열 (2021) - 류지 역
- 아가사 (2021) - 아치볼드 역
- 던컨 (2021) - 이사도라의 남자들 역
- 팬레터 (2021) - 이태준 역
- 나르치스와 골드문트 (2021) - 나르치스 역
- 이프덴 (2022) - 스티븐 역
- 곤투모로우 (2023) - 이완 역
- 섬:1933~2019 (2024) - 목소리2 역
- 박열 (2024) - 류지 역
- 알라딘 (2025) - 자파 역

## CF
- 티몬 (2017)
- 클라우드 (2018)
- 컴투스프로야구2018 (2018)
- 바디프렌드 (2018)